# Maaseiker Mittfastenumzug
Der Maaseiker Mittfastenumzug (Niederländisch: Internationale Maaseiker Halfvastenstoet) ist der älteste Karnevalsumzug von Belgien. Die Veranstaltung findet jedes Jahr in Maaseik an Mittfasten statt.
Der Umzug fing 1865 als Cavalcade an; man glaubt, dass es schon früher Umzüge gab. Einen Beweis dafür gibt es aber nicht. Es gibt viele Teilnehmer und fast jedes Jahr 77 Gruppen aus Belgien, den Niederlanden und Deutschland. Der Umzug geht durch die Straßen der historischen Altstadt und ist 2,5 km lang.

## Bilder

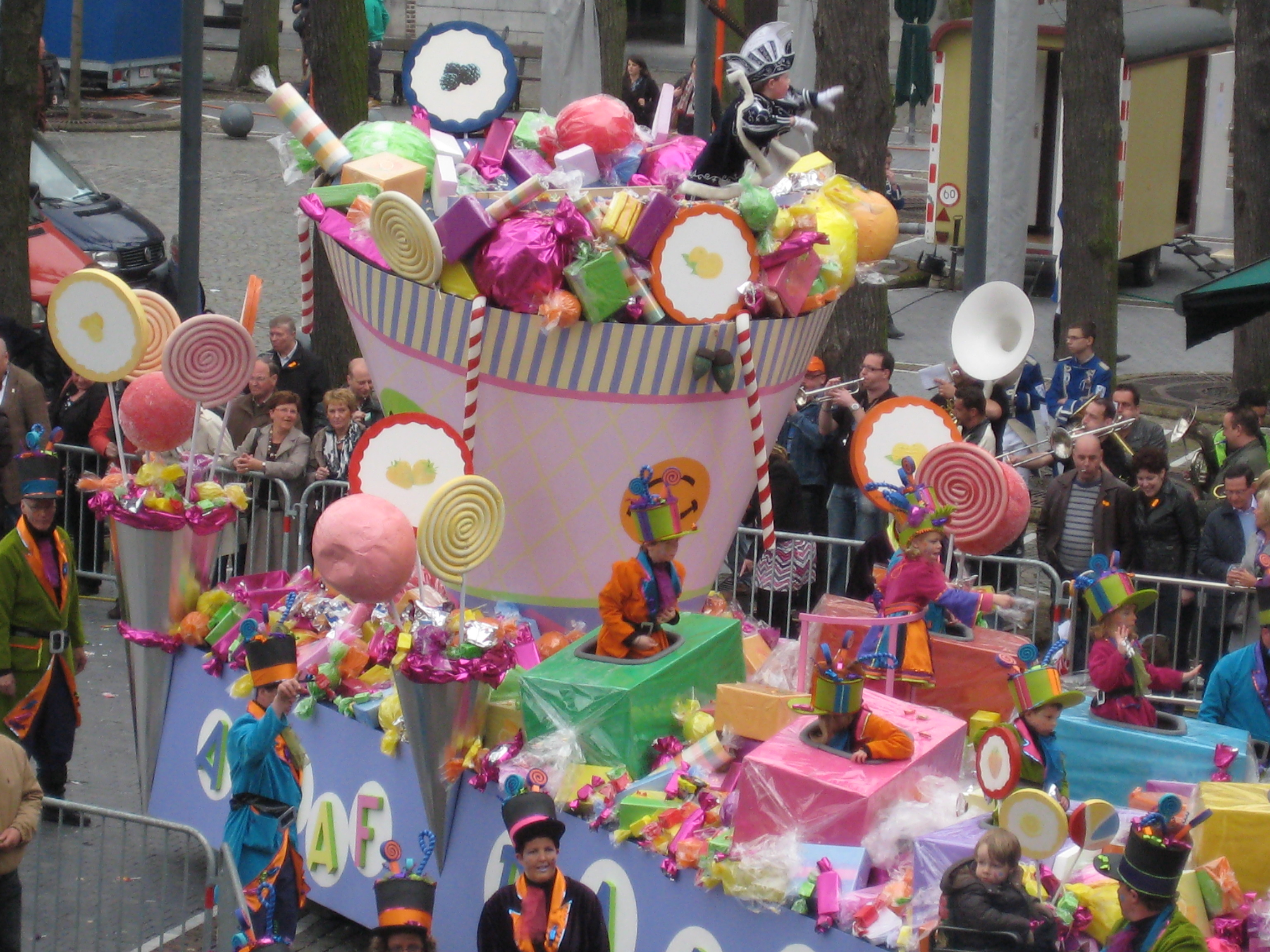
Jugendprinzenwagen 2011
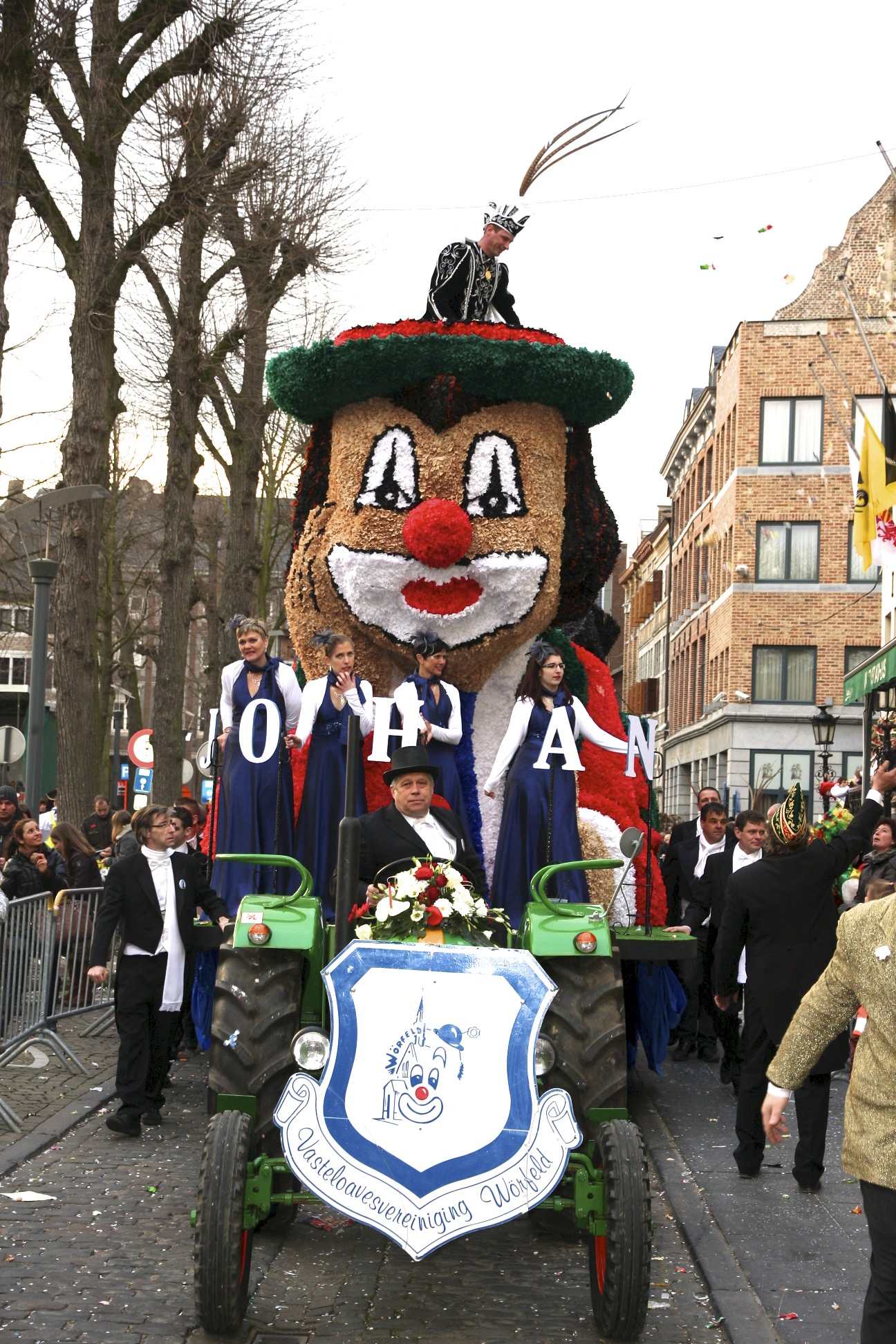
Prinzenwagen 2012
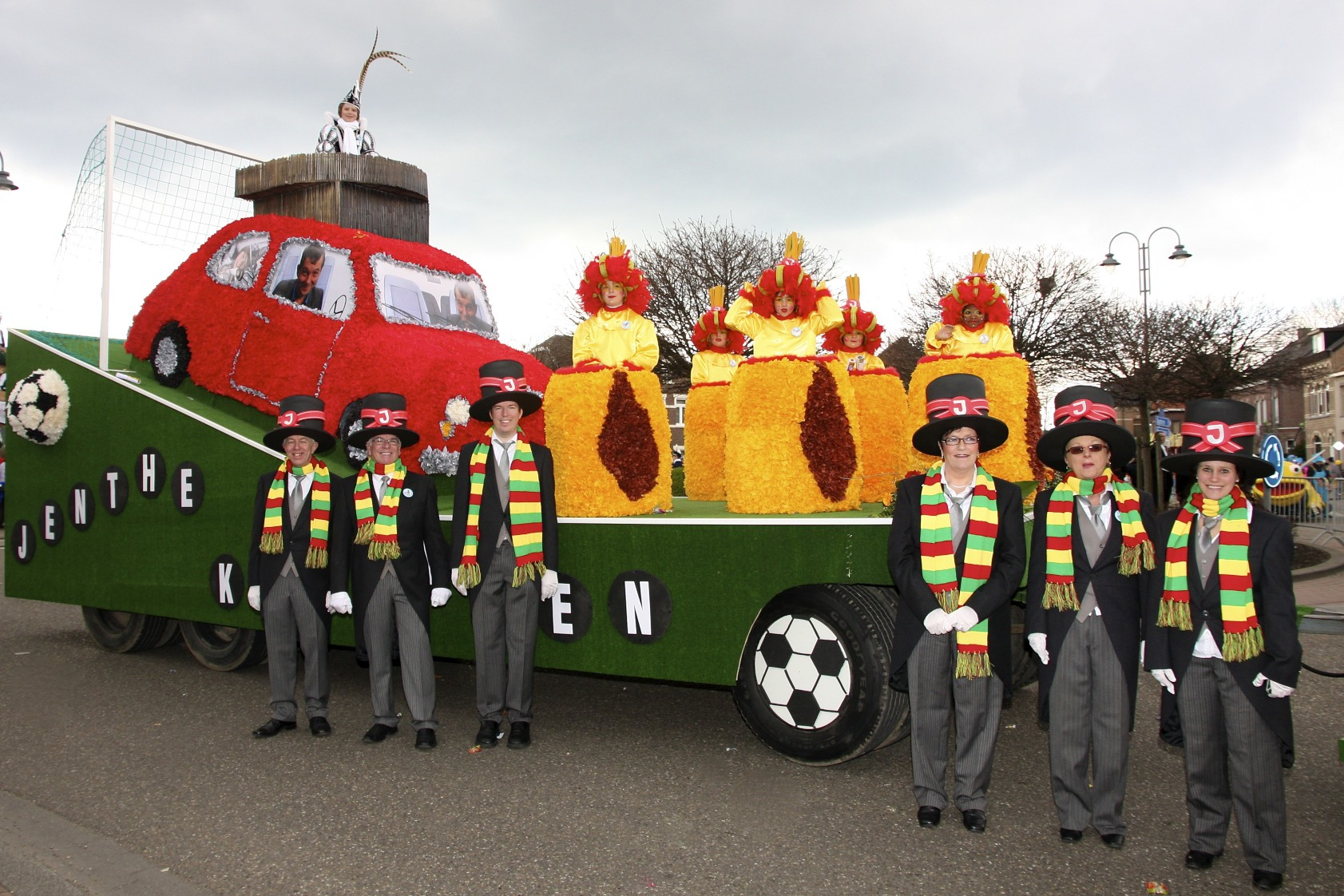
Jugendprinzenwagen 2012
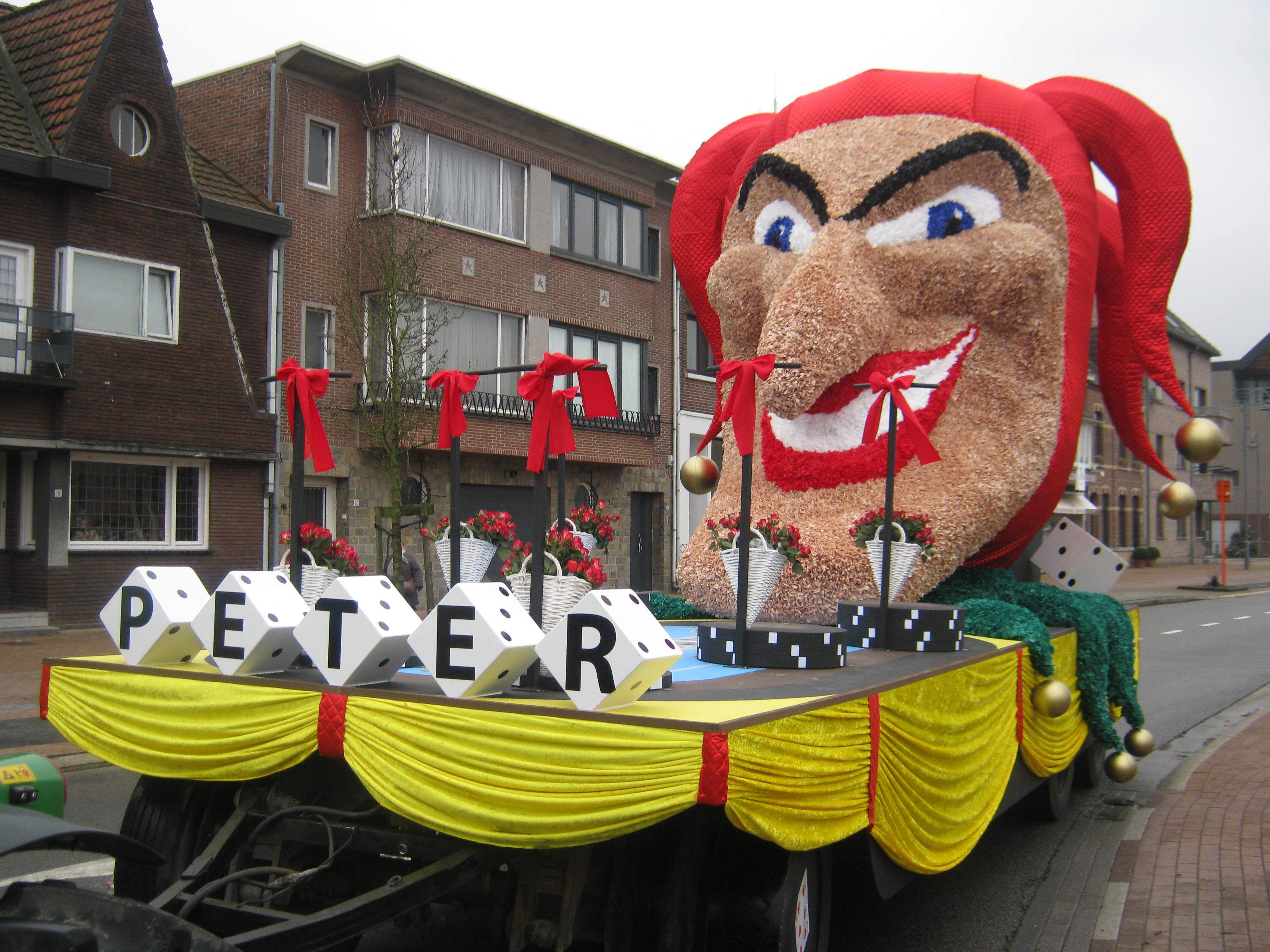
Prinzenwagen 2013
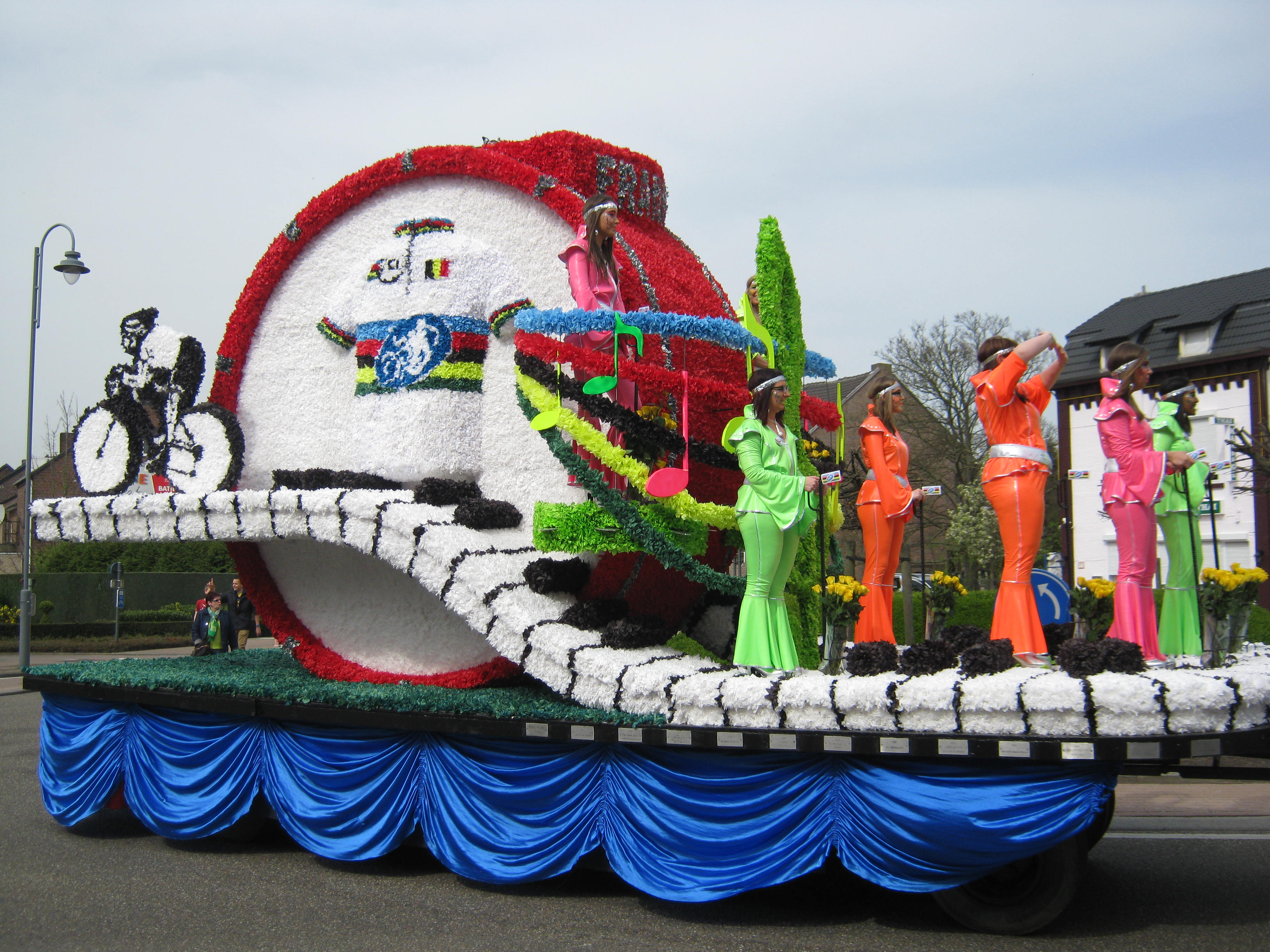
Prinzenwagen 2014
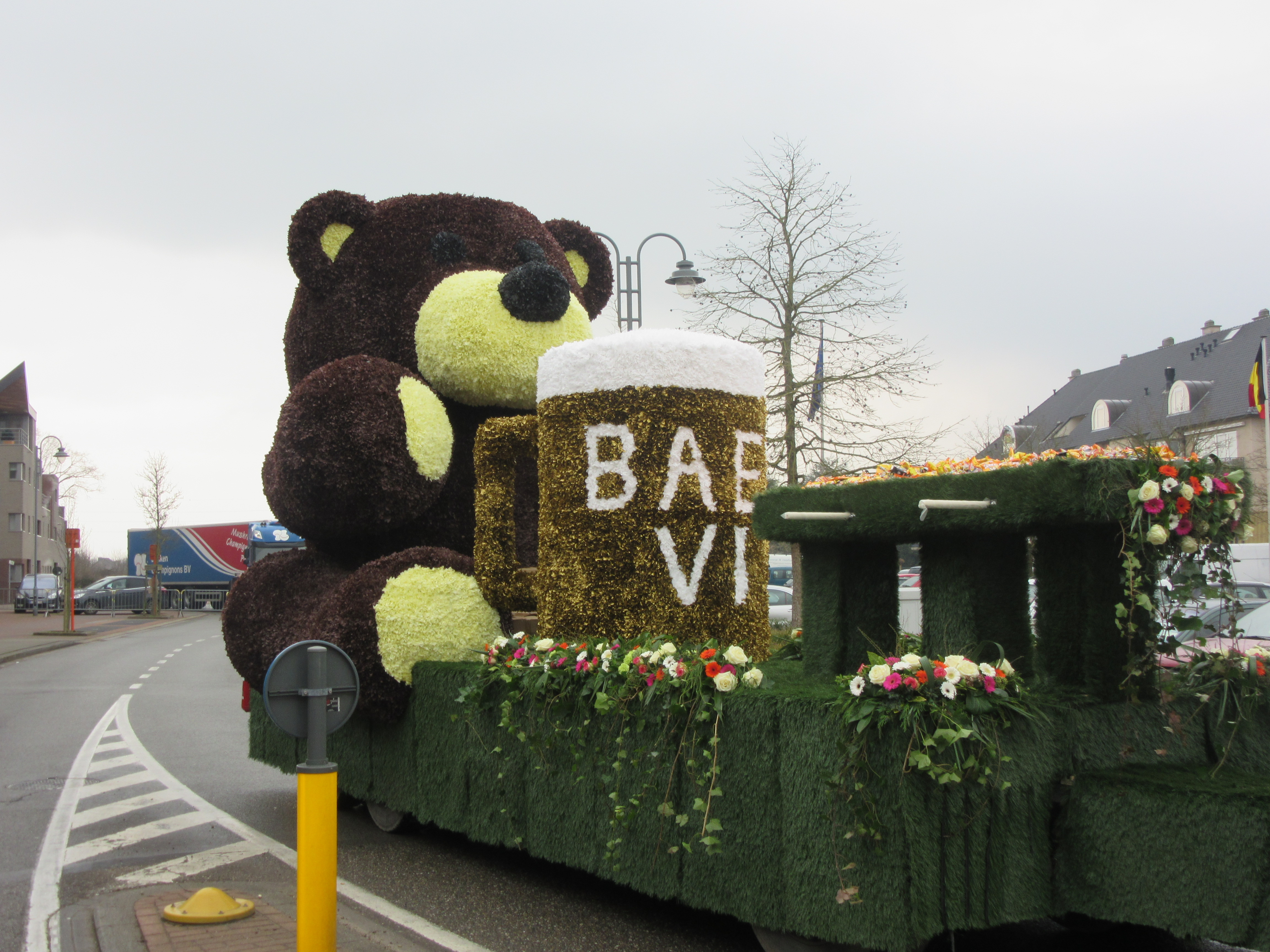
Prinzenwagen 2015
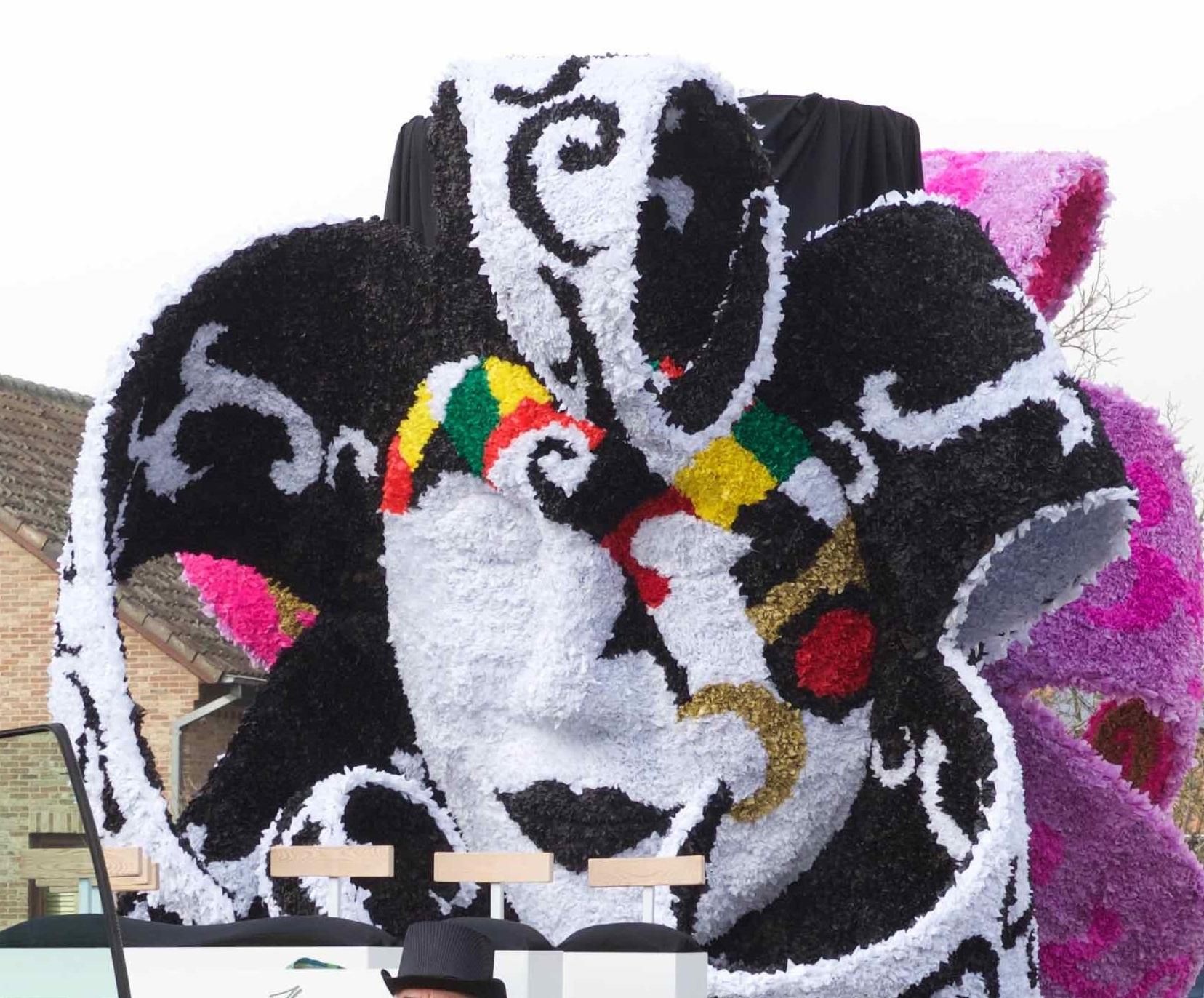
Prinzenwagen 2016, Vorseite